# مسجد اوچ شرفلی
مسجد اوچ شرفلی (به ترکی استانبولی: Üç Şerefeli Camii) یک مسجد عثمانی قرن پانزدهمی در ادرنه ترکیه است.

## تاریخ
مسجد اوچ شرفلی توسط سلطان عثمانی، مراد دوم (ح. ۱۴۲۱–۱۴۴۴، ۱۴۴۶–۱۴۵۱) سفارش داده شد و بین سال‌های ۱۴۳۸ و ۱۴۴۷ ساخته شد.   
این مسجد در مرکز تاریخی شهر ادرنه و نزدیک به مسجد سلیمیه و مسجد قدیمی ادرنه واقع شده‌است. این نام به دلیل مناره غیر معمول با سه بالکن اشاره دارد (در ترکی استانبولی: üç şerefeli به سه بالکن اشاره دارد). 
معمار مسجد مشخص نیست. این بنا از سنگ مرمر بورگاس با گنبد اصلی با قطر ۲۴ متر ساخته شده‌است و زمانی که ساخته شد، گنبد بزرگ‌ترین ساختمان عثمانی بود. مسجد در سال ۱۷۳۲ در اثر آتش‌سوزی و زلزله ای در سال ۱۷۴۸ به شدت آسیب دید اما به دستور محمود اول تعمیر شد. 

## آلبوم عکس

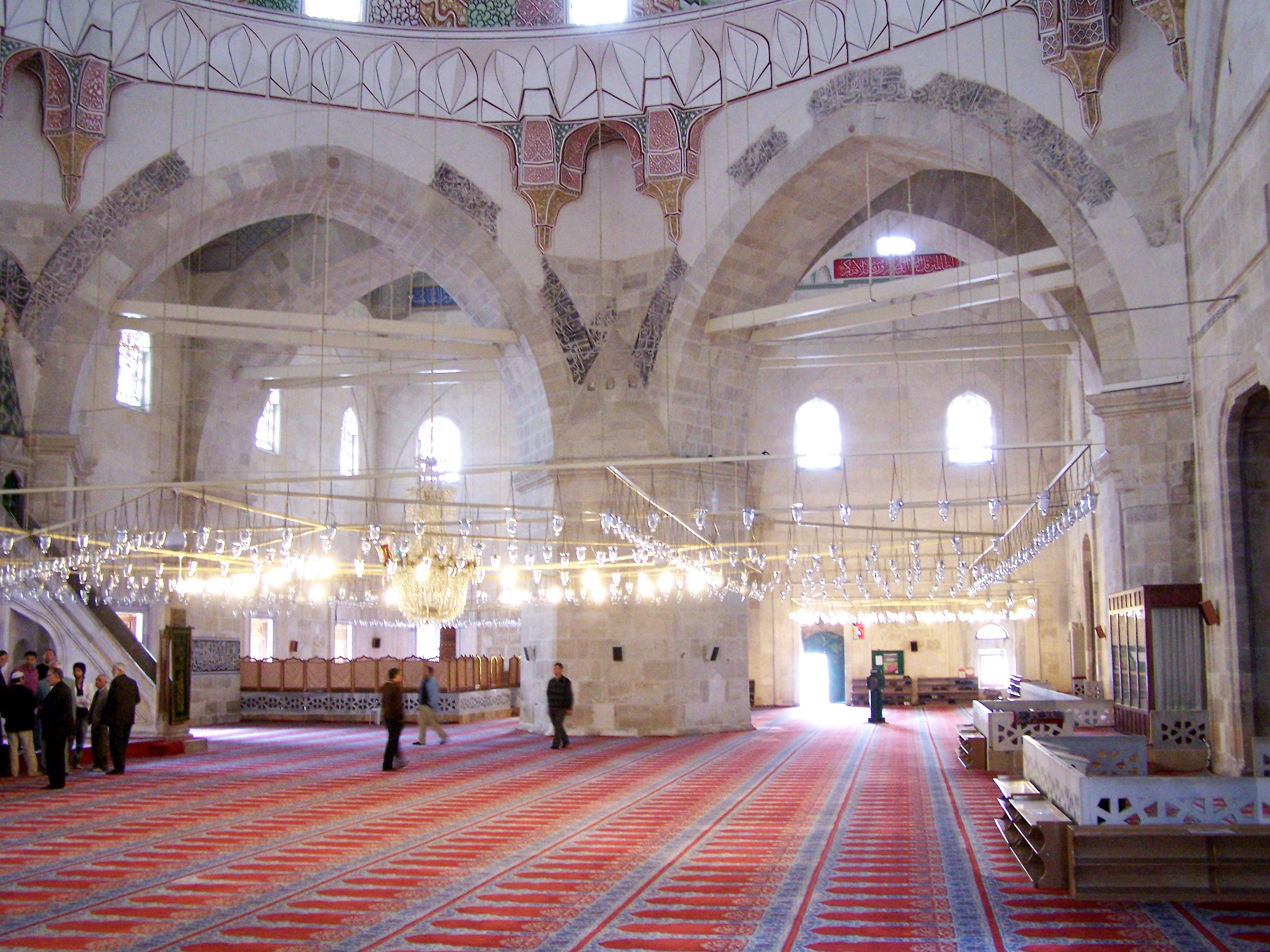
نمای داخلی
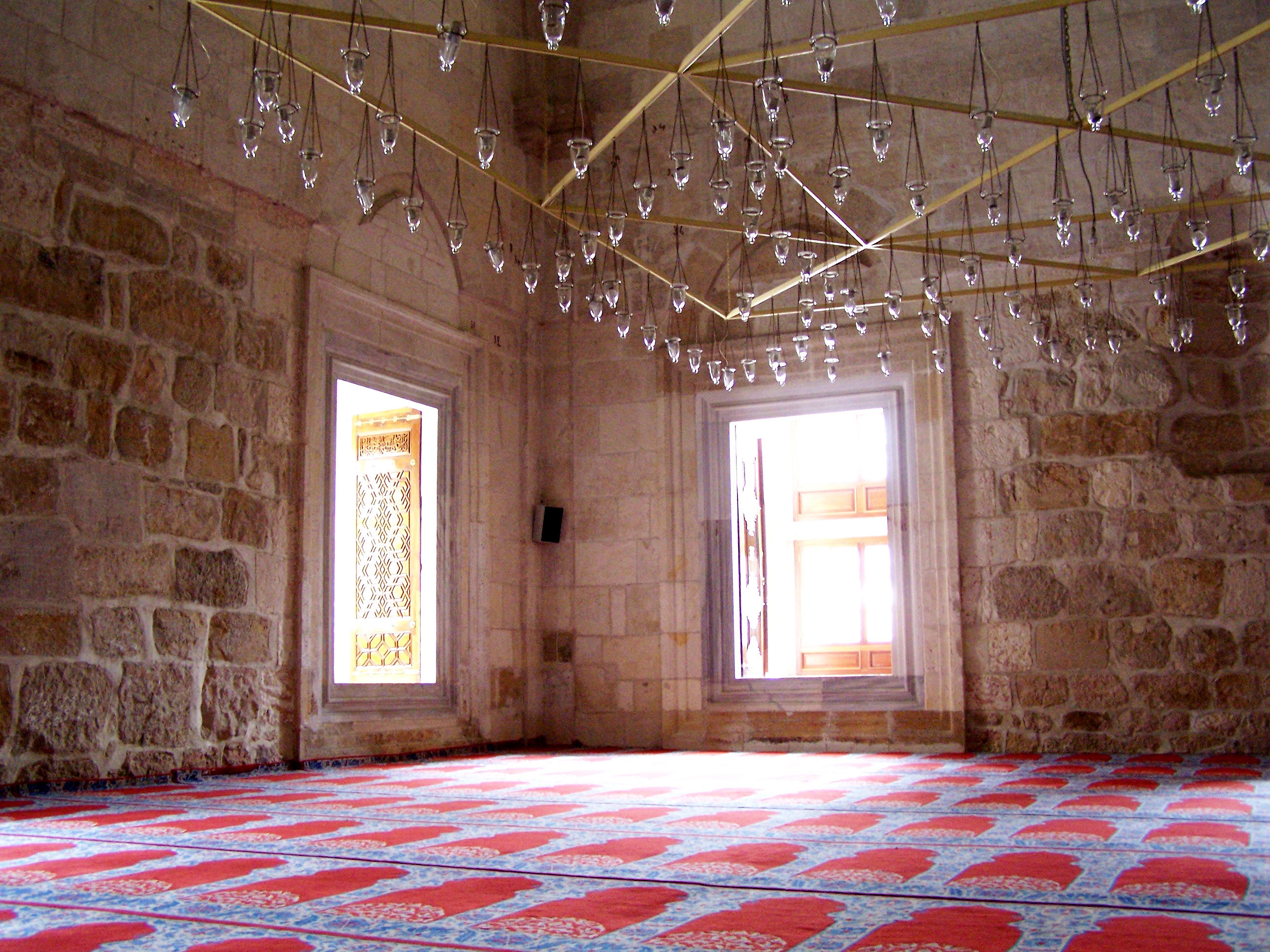
نمای داخلی
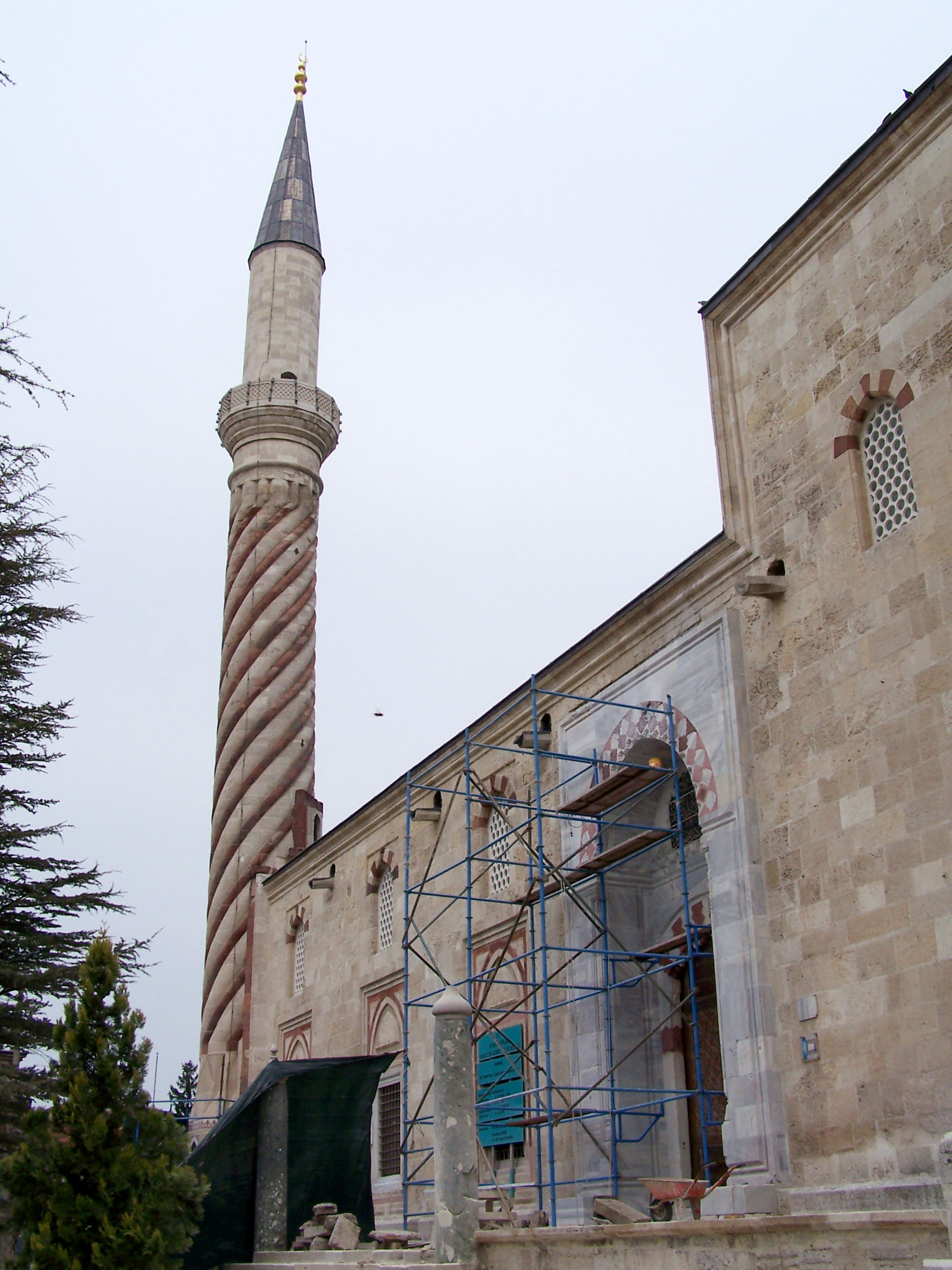
مناره
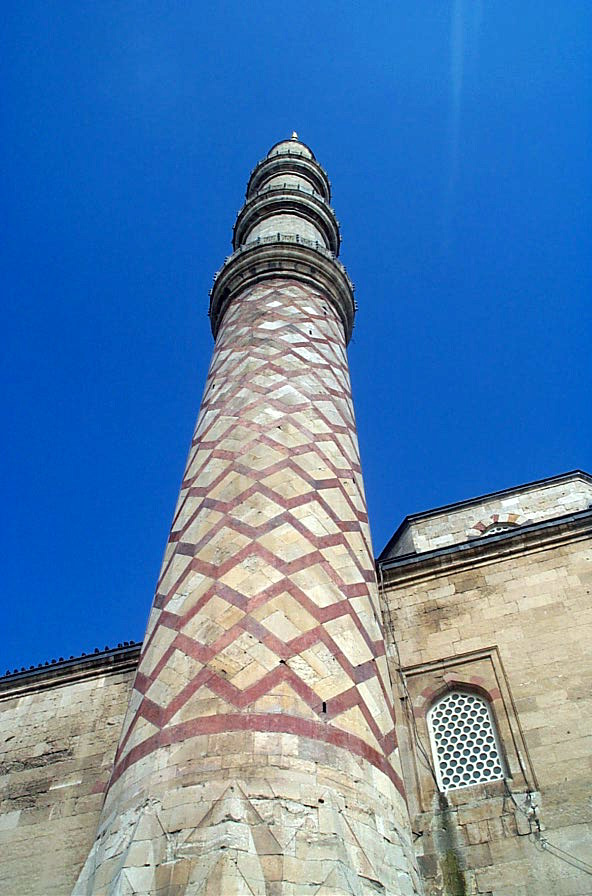
مناره
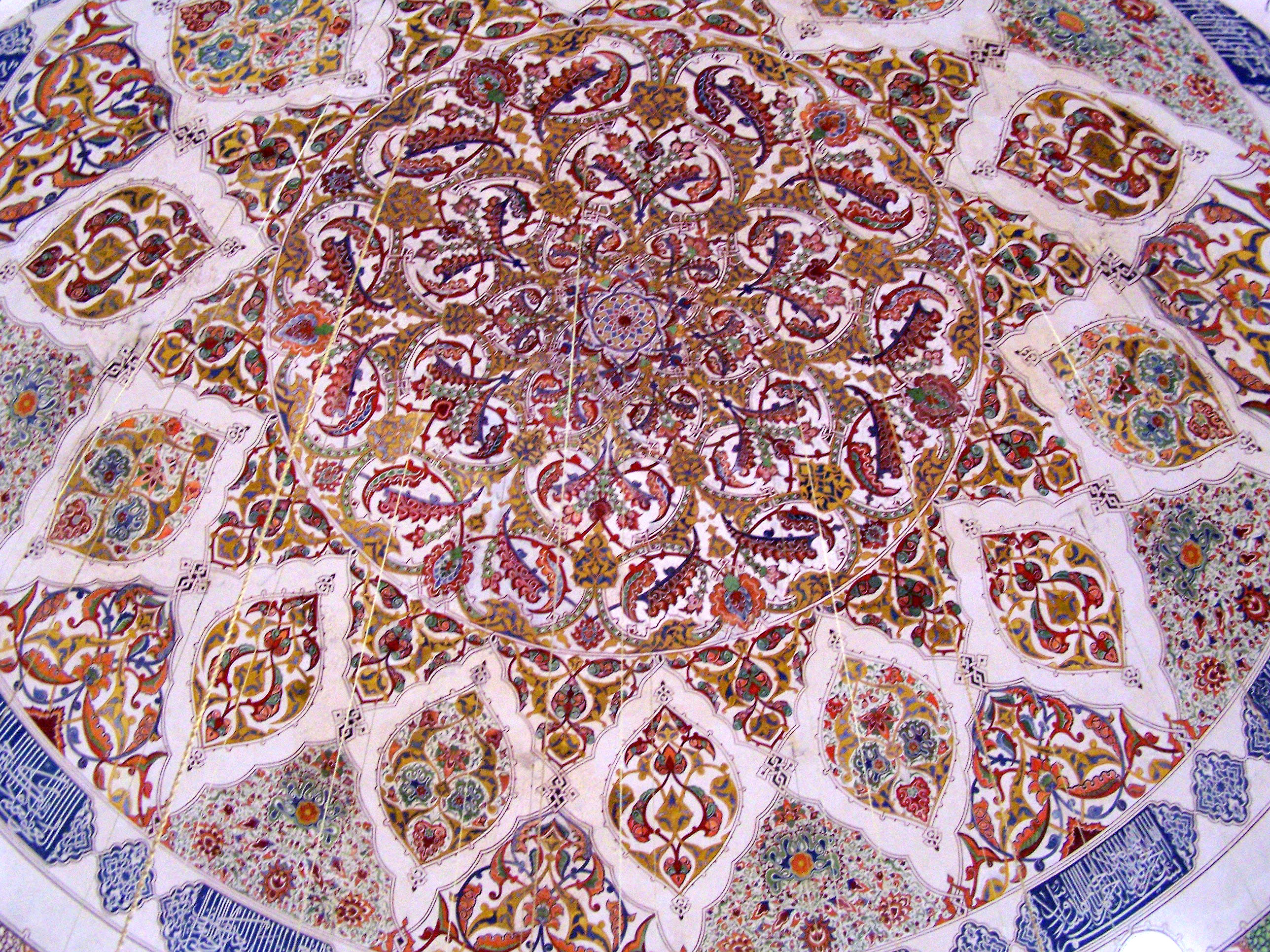
گنبد اصلی
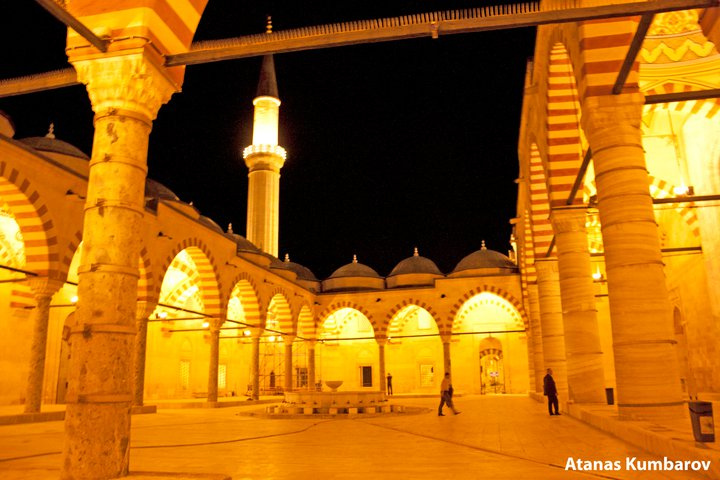
محکمه
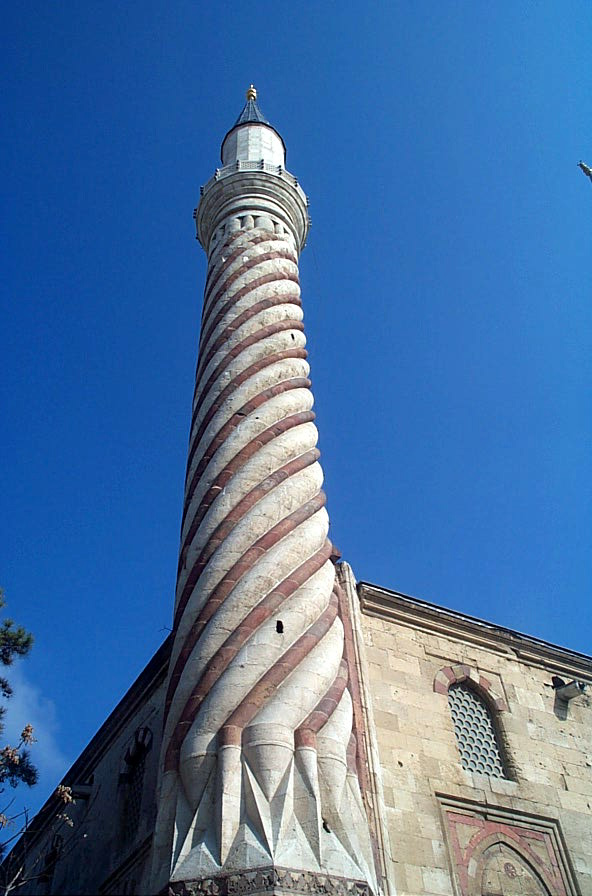
مناره
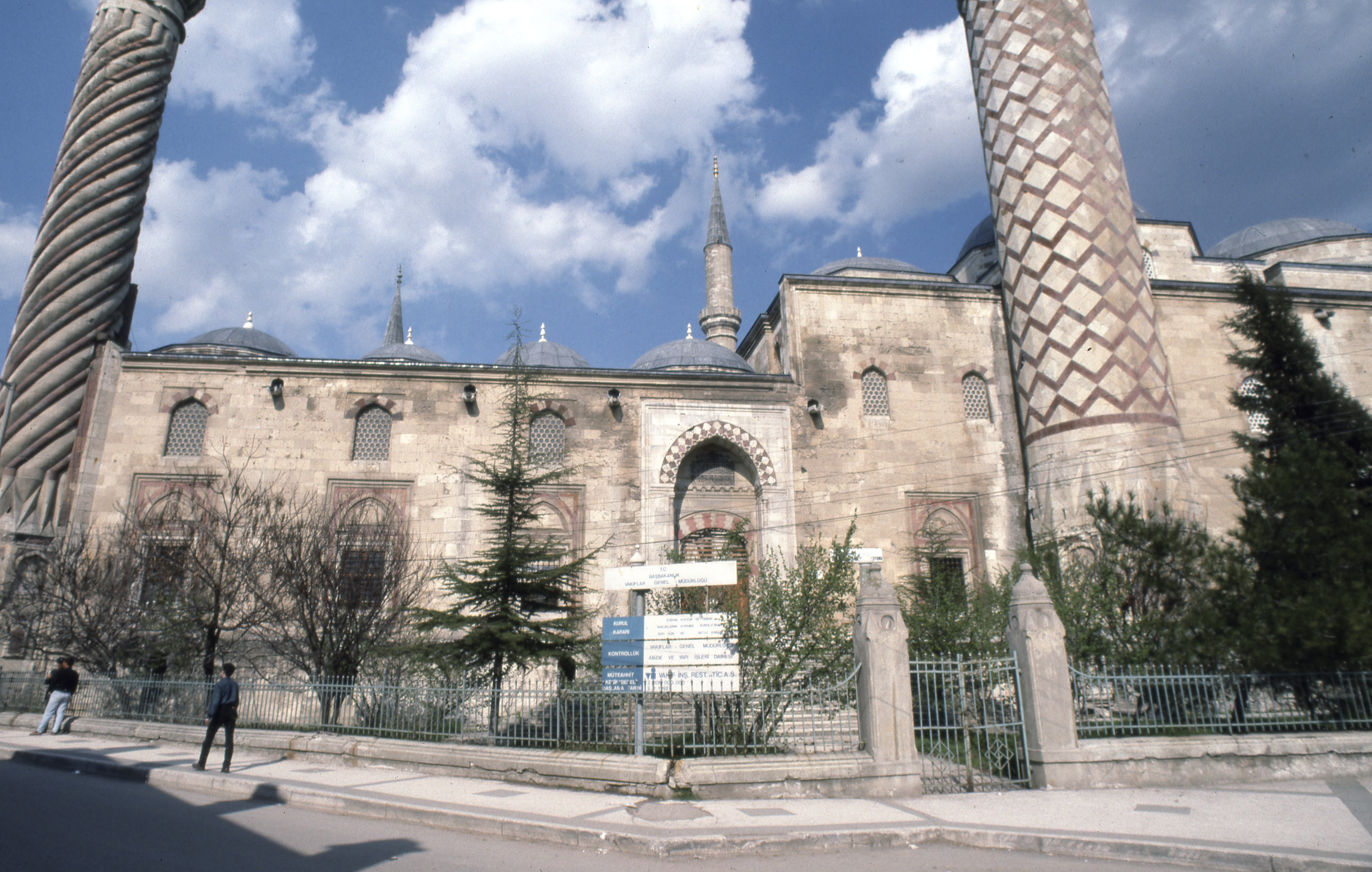
نمای بیرونی
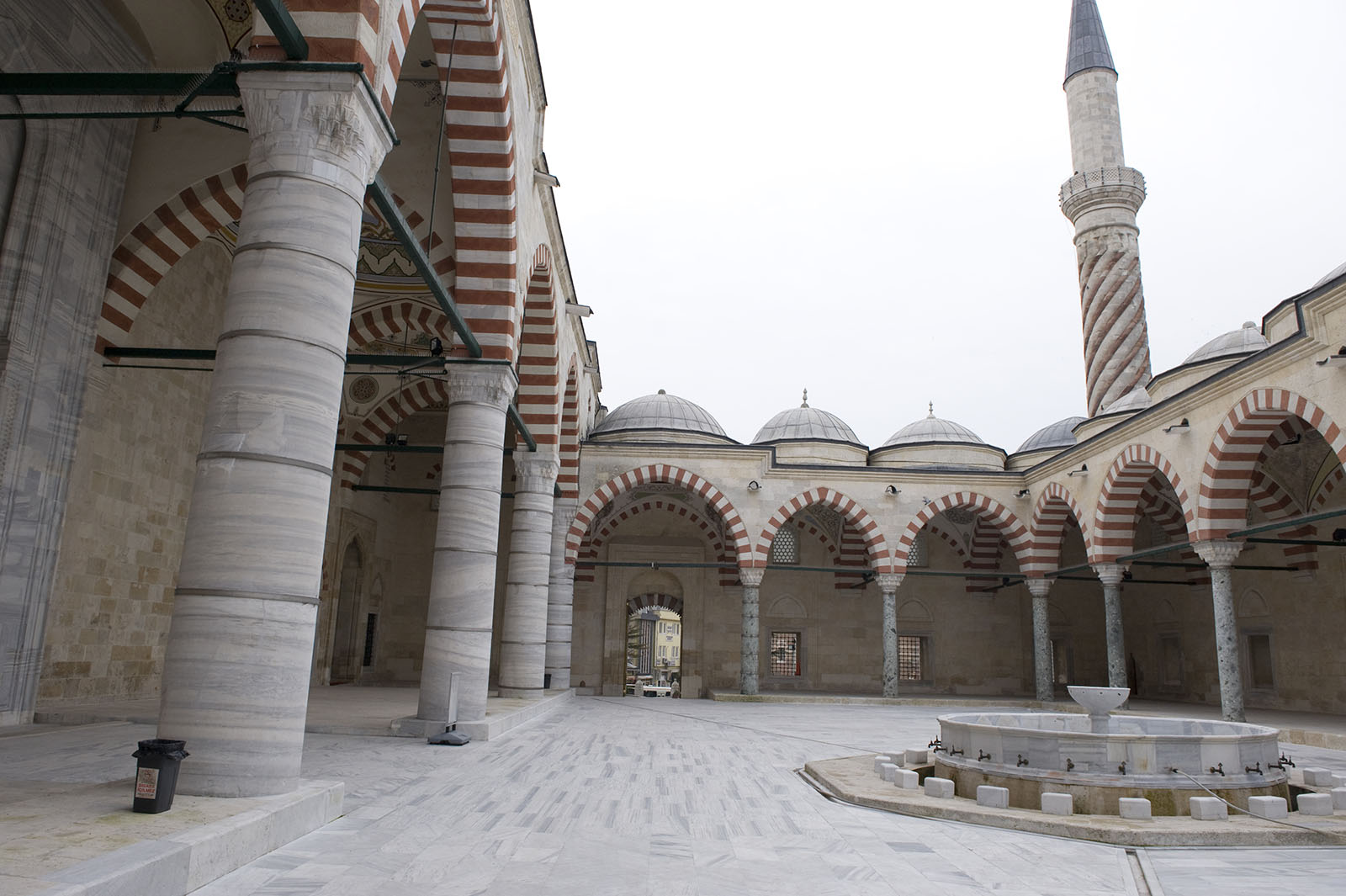
محوطه
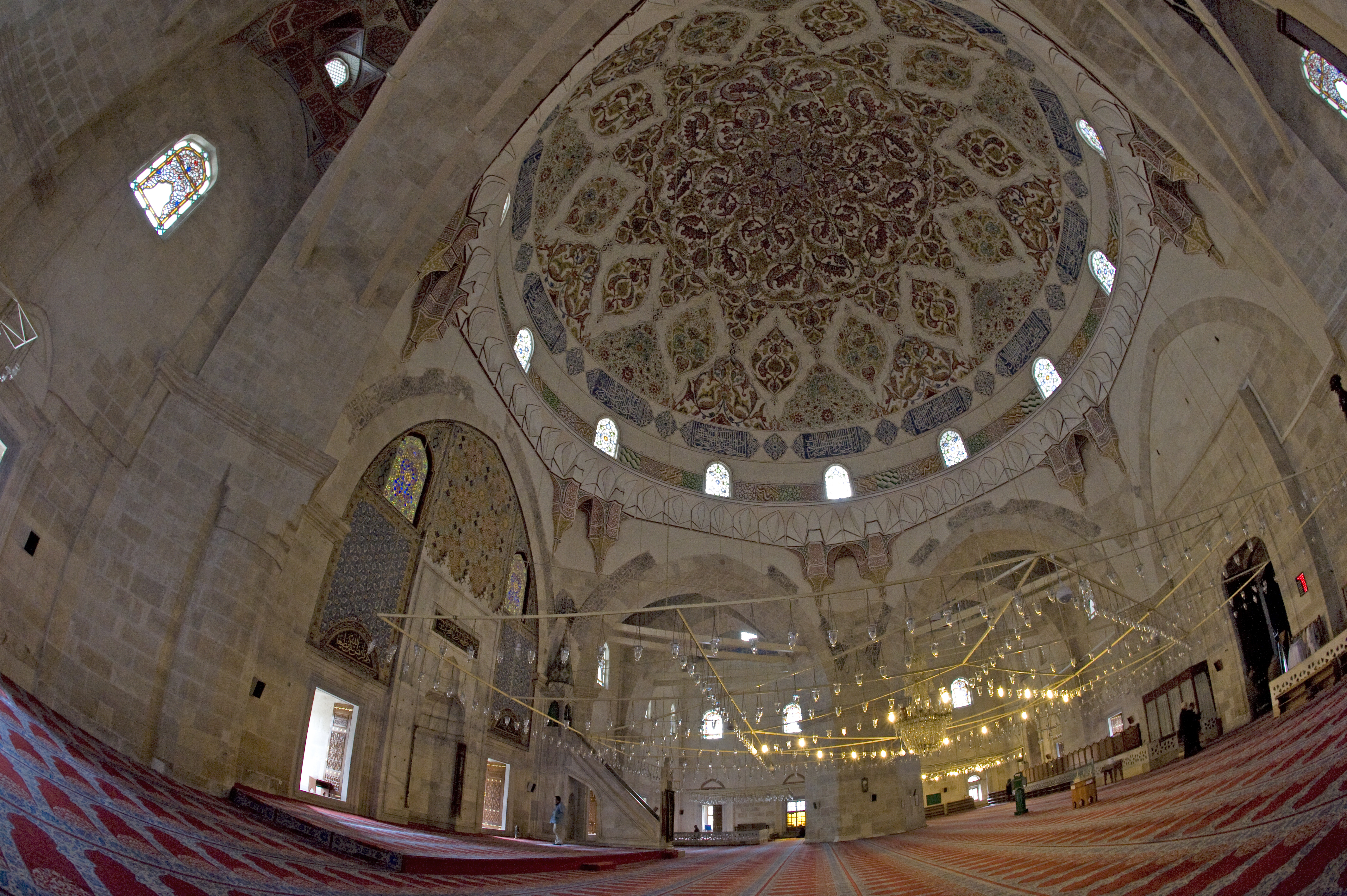
نمای داخلی
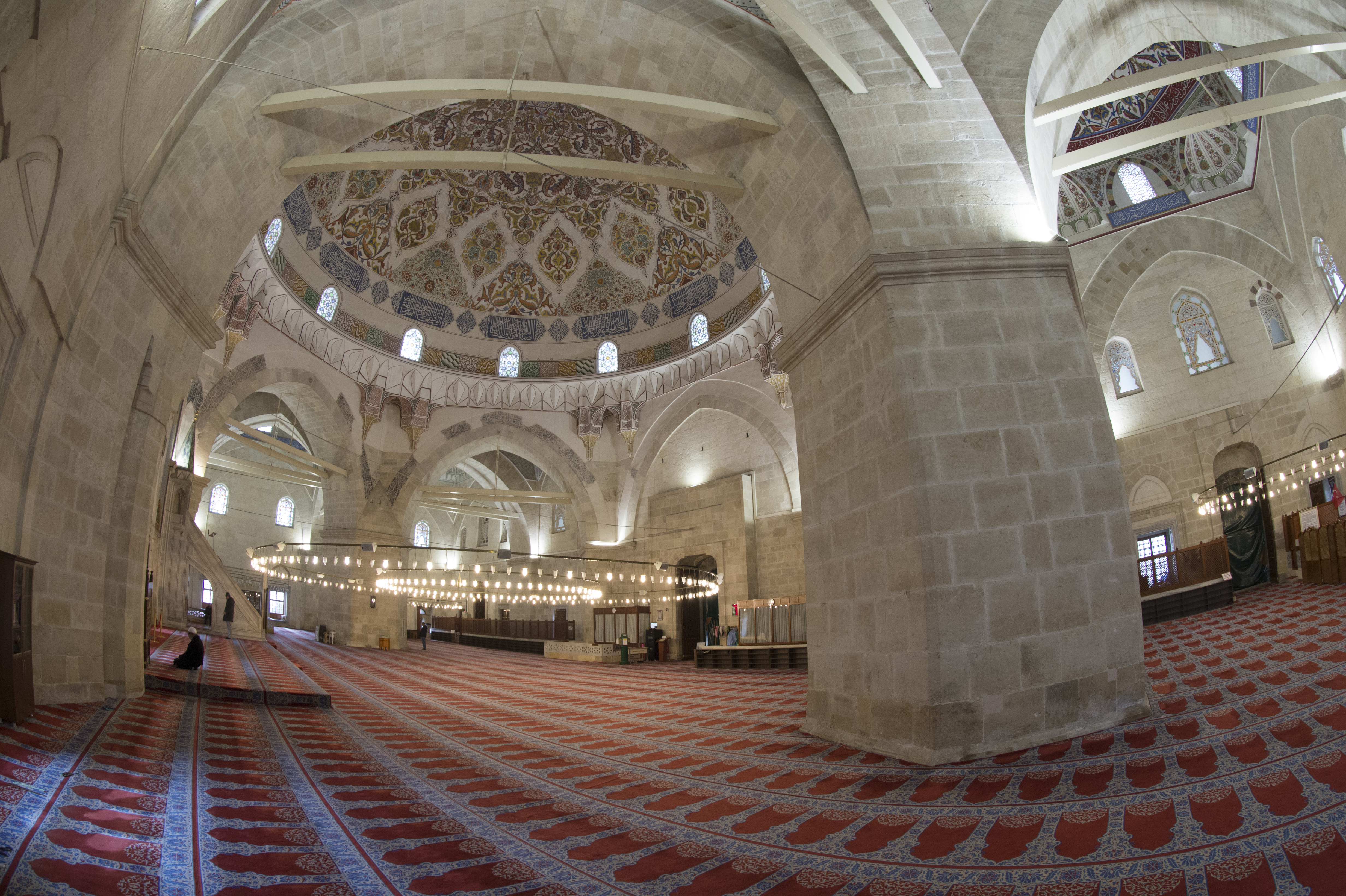
نمای داخلی
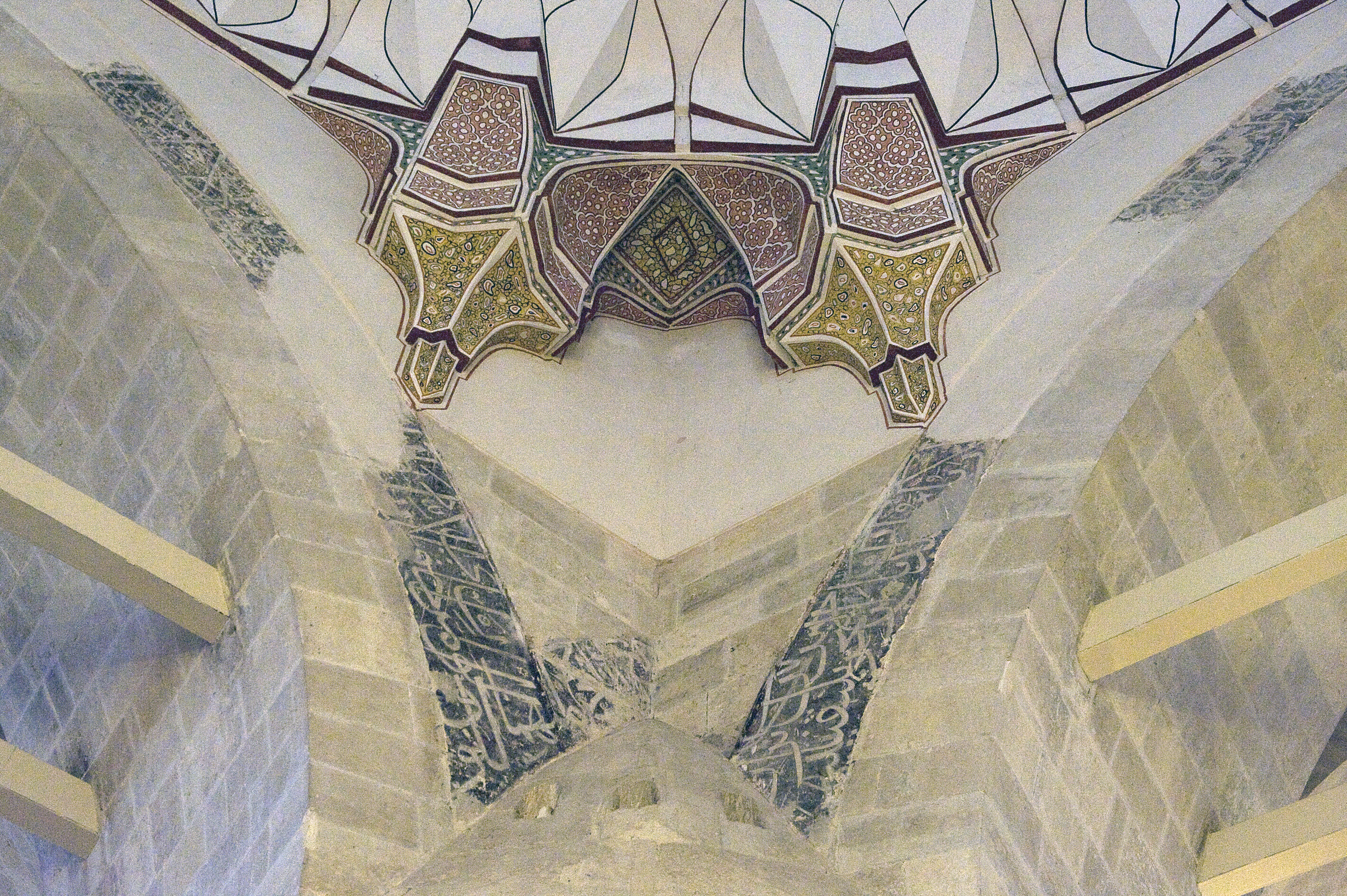
طاق مسجد